# 加拿大社会党
加拿大社会党（英语：Socialist Party of Canada）是加拿大的一个左翼政党。该党成立于1931年6月。该党的意识形态是不可能主义、社会主义、古典马克思主义、反列宁主义。该党的最高领导机构是成员会议。该党的总部位于维多利亚。该党出版刊物《想象》。该党是世界社会主义运动的成员。